# Temporada 2024 de la Supercars Endurance
La temporada 2024 de la Supercars Endurance Series es la cuarta temporada del campeonato desde la nueva nomenclatura y la sexta en total. La novedad de la temporada es un reglamento conjunto para los dos campeonatos oficiales: El Iberian Supercars como competición Ibérica y el Campeonato Portugués de Velocidad como competición portuguesa; y un trofeo enmarcado también dentro del mismo reglamento: el Supercars Jarama RACE como competición española.

## Escuderías y pilotos
| Escudería                | Coche                        | N.º     | Pilotos                 | Pilotos              | Rondas  |
| GT4 Pro                  | GT4 Pro                      | GT4 Pro | GT4 Pro                 | GT4 Pro              | GT4 Pro |
| ------------------------ | ---------------------------- | ------- | ----------------------- | -------------------- | ------- |
| Racar Motorsport         | Aston Martin Vantage AMR GT4 | 2       | Manuel Gião             | Mathieu Martins      | 1, 3-4  |
| Racar Motorsport         | Aston Martin Vantage AMR GT4 | 3       | Francisco Da Cruz       | Roberto Faria        | 1, 3-4  |
| Speedy Motorsport        | Toyota GR Supra GT4 Evo      | 4       | César Machado           | Jan Durán            | 1, 3-4  |
| Lema Racing              | Mercedes AMG GT4             | 5       | Nuno Pires              | José Carlos Pires    | 1       |
| Racar Motorsport         | Aston Martin Vantage GT4     | 6       | Nuno Pires              | José Carlos Pires    | 3-4     |
| Araújo Competiçao        | Aston Martin Vantage GT4     | 7       | Bruno Pereira           | Gonçalo Araújo       | 1, 4    |
| Batina Racing            | BMW M4 GT4 F82               | 16      | Orlando Batina          | Sérgio Azevedo       | 1, 3    |
| Batina Racing            | BMW M4 GT4 F82               | 16      | Orlando Batina          | 4                    |         |
| Veloso Motorsport        | Porsche 718 Cayman GT4 RS CS | 26      | Miguel Lobo             | Francisco Mora       | 1, 3-4  |
| Araújo Competiçao        | Aston Martin Vantage GT4     | 28      | Vasco Oliveira          | Guilherme Lemos      | 1, 3-4  |
| Lema Racing              | Audi R8 LMS GT4              | 32      | Bruno Pires             | Duarte Pinto Coelho  | 1, 3-4  |
| NM Racing Team           | Mercdes AMG GT4              | 36      | Guillermo Aso           | Filip Vava           | 1-4     |
| Team VRT                 | Mercdes AMG GT4              | 48      | Salvador Tineo          | Luis González        | 1-4     |
| McLaren SMC Motorsport   | McLaren 570S GT4             | 50      | Álvaro Gutiérrez        | Sebastián Merchán    | 1, 3    |
| McLaren SMC Motorsport   | McLaren 570S GT4             | 50      | Álvaro Gutiérrez        | Lourenço Monteiro    | 4       |
| BMW Promotion Motorsport | BMW M4 GT4 G81               | 81      | José M. de los Milagros | Nerea Martí          | 1-4     |
| Sports & You             | Toyota GR Supra GT4 Evo      | 99      | Carlos Vieira           | Bernando Sousa       | 1, 3    |
| Sports & You             | Toyota GR Supra GT4 Evo      | 99      | Carlos Vieira           | José Pedro Fontes    | 4       |
| NM Racing Team           | Mercedes AMG GT4             | 116     | Alba Cano               | Andy Cantú           | 1-4     |
| GT4 Bronze               |                              |         |                         |                      |         |
| Veloso Motorsport        | Audi R8 LMS GT4              | 8       | Jorge Rodrigues         | Patrick Cunha        | 1, 3-4  |
| Speedy Motorsport        | Toyota GR Supra GT4          | 9       | Ricardo Costa           | Harrison Walker      | 4       |
| Veloso Motorsport        | Mercedes AMG GT4             | 21      | Francisco Carvalho      | Nuno Batista         | 1       |
| Veloso Motorsport        | Mercedes AMG GT4             | 21      | Francisco Carvalho      | 3                    |         |
| JC Group Racing Team     | Mercedes AMG GT4             | 22      | Gabriela Correia        | Gabriela Correia     | 1       |
| GT Corse                 | BMW M4 GT4                   | 24      | Manuel Bertolín         | Manuel Bertolín      | 4       |
| Lema Racing              | Mercedes AMG GT4             | 38      | Paulo Macedo            | Luís Calheiros       | 1, 3-4  |
| Autoworks Motorsport     | BMW M4 GT4 F82               | 40      | Borja Hormigos          | Héctor Hernández     | 1-4     |
| Mirage Racing            | Aston Martin Vantage GT4     | 41      | Stepan Suslov           | Stepan Suslov        | 1, 3-4  |
| Speedy Motorsport        | Toyota GR Supra GT4 Evo      | 98      | Luis Pedro Liberal      | Luis Pedro Liberal   | 1, 3    |
| NM Racing Team           | Mercedes AMG GT4             | 115     | Alberto de Martín       | Nil Montserrat       | 1-4     |
| GT4 Am                   |                              |         |                         |                      |         |
| Promotion Motorsport     | BMW M4 GT4 G82               | 19      | Smörg                   | Javier Macias        | 1-4     |
| McLaren SMC Motorsport   | Mclaren 570S GT4             | 27      | Rafa Muncharaz          | Rafa Muncharaz       | 1-3, 5  |
| Speedy Motorsport        | Porsche 718 Cayman GT4 RS CS | 58      | Miguel Nabais           | André Nabais         | 1, 3-4  |
| NM Racing Team           | Mercedes AMG GT4             | 88      | Keith Gatehouse         | Igor Sorokin         | 1-4     |
| Racar Motorsport         | Aston Martin Vantage AMR GT4 | 707     | Filipe Videira          | António Lopes        | 3-4     |
| Racar Motorsport         | Aston Martin Vantage AMR GT4 | 777     | Rúben Vaquinhas         | Pedro Bastos Rezende | 1, 3-4  |
| GTC - GTX                |                              |         |                         |                      |         |
| Tockwith Motorsports     | Ginetta G55                  | 25      | Steve Kirton            | Jonathan Elsworth    | 1-4     |
| Tockwith Motorsports     | Ginetta G55                  | 37      | Henrique Cruz           | Jemma Moore          | 2       |
| Tockwith Motorsports     | Ginetta G55                  | 37      | Henrique Cruz           | Aubrey Hall          | 3       |
| Speedy Motorsport        | Porsche 981 Cayman GT4 CS    | 90      | Andrius Zemaitis        | Andrius Zemaitis     | 1, 3-4  |
| Tockwith Motorsport      | Ginetta G50                  | 125     | Simon Moore             | Tomás Pinto Abreu    | 1-4     |
| Chefo Sport              | Ligier JS2R                  | 144     | Mikkel Kristensen       | Pere Marqués         | 1, 3-4  |
| Chefo Sport              | Ligier JS2R                  | 155     | José Antonio Gómez      | Manuel Cañizares     | 1, 3-4  |
| Chefo Sport              | Ligier JS2R                  | 165     | Álvaro Vela             | Sebastián Villadary  | 1, 3    |
| GTC - GT Cup             |                              |         |                         |                      |         |
| Monteiros Competições    | Porsche 911 Cup              | 33      | Rui Mirita              | Rui Mirita           | 1, 3-4  |
| Tockwith Motorsport      | Porsche 911 Cup              | 69      | Marcus Fothergill       | Dave Bennet          | 1, 3-4  |
| Turismos - TCR           |                              |         |                         |                      |         |
| RX Pro Racing            | Hyundai I30 TCR              | 11      | Pedro Herráiz           | Samuel Gómez         | 2       |
| JT59 Racing Team         | Hyundai Elantra N            | 59      | Daniel Teixeira         | Daniel Teixeira      | 1, 3    |
| Turismos - TC            |                              |         |                         |                      |         |
| Monteiros Competições    | Ginetta G40                  | 23      | Filipe Matias           | Filipe Matias        | 2       |
| Monteiros Competições    | Ginetta G40                  | 101     | Ruben Silva             | Henrique Moura       | 1       |
| Monteiros Competições    | Ginetta G40                  | 101     | Rodrigo Ferreira        | Henrique V. Oliveira | 3       |
| Monteiros Competições    | Ginetta G40                  | 102     | Rodrigo Santos          | Henrique V. Oliveira | 1       |
| Monteiros Competições    | Ginetta G40                  | 102     | Rodrigo Santos          | Ruben Silva          | 3       |
| Monteiros Competições    | Ginetta G40                  | 103     | João Oliveira           | Rodrigo Ferreira     | 1       |
| Monteiros Competições    | Ginetta G40                  | 103     | João Oliveira           | Henrique M. Oliveira | 3       |
| invitados                |                              |         |                         |                      |         |
| Tockwith Motorsports     | Ginetta G55                  | 37      | Jemma Moore             | Fábio Mota           | 1       |
| Tockwith Motorsports     | Ginetta G55                  | 78      | Marmaduke Hall          | Aubrey Hall          | 1       |

## Calendario
Se anunció un calendario con 6 pruebas totales, contando 4 de ellas para cada uno de los campeonatos.
| Ronda | Circuito                           | Fecha               | IbS | SJR | CPV |
| ----- | ---------------------------------- | ------------------- | --- | --- | --- |
| 1     | Circuito de Jerez                  | 25-26 de mayo       |     |     |     |
| 2     | Circuito del Jarama                | 8-9 de junio        |     |     |     |
| 3     | Autódromo do Estoril               | 13-14 de julio      |     |     |     |
| 4     | Circuito Ricardo Tormo             | 28-29 de septiembre |     |     |     |
| 5     | Autódromo Internacional do Algarve | 26-27 de octubre    |     |     |     |
| 6     | Autódromo do Estoril               | 30-1 de diciembre   |     |     |     |

### Sistema de puntuación
| Posición | 1º | 2º | 3º | 4º | 5º | 6º | 7º | 8º | 9º | 10º | Resto | PP | VR |
| -------- | -- | -- | -- | -- | -- | -- | -- | -- | -- | --- | ----- | -- | -- |
| Puntos   | 25 | 20 | 17 | 14 | 12 | 10 | 8  | 6  | 4  | 2   | 1     | 1  | 1  |

- Aunque si puntúan, no clasifican para la clasificación final de los campeonatos ni optan a premios todos aquellos pilotos que no participan en más de un 50% de las pruebas.
- Para la puntuación final, se retienen todos los resultados excepto el peor.

## Clasificaciones
Iberian Supercars 
| Pos                                     | Pilotos                   | Pilotos                   | Cat. | JER | JER | EST | EST | CRT | CRT | ALG | ALG | Retención  | Pts |
| GT4                                     | GT4                       | GT4                       | GT4  | GT4 | GT4 | GT4 | GT4 | GT4 | GT4 | GT4 | GT4 | GT4        | GT4 |
| --------------------------------------- | ------------------------- | ------------------------- | ---- | --- | --- | --- | --- | --- | --- | --- | --- | ---------- | --- |
| 1                                       | César Machado             | Jan Durán                 | PRO  | 3   | 1   | 2   | 8   | 1   | 2   | 1   | 3   | (168 - 8)  | 160 |
| 2                                       | Manuel Gião               | Mathieu Martins           | PRO  | 14  | 4   | 5   | 3   | 9   | 1   | 6   | 7   | (95 - 1)   | 94  |
| 3                                       | Guillermo Aso             | Filip Vava                | PRO  | 9   | 5   | 3   | 31† | 2   | 14  | 5   | 1   | (94 - 1)   | 93  |
| 4                                       | José M. de los Milagros   | Nerea Martí               | PRO  | 5   | 3   | 12  | 4   | 4   | 3   | 9   | 5   | (94 - 1)   | 93  |
| 5                                       | Francisco Mora            | Francisco Mora            | PRO  | 17  | 2   | 15  | 5   | Ret | Ret | 2   | 2   |            | 78  |
| 6                                       | Francisco da Cruz         | Roberto Faria             | PRO  | 8   | 6   | 6   | 7   | 7   | 17  | 7   | 4   | (67 - 1)   | 66  |
| 7                                       | Patrick Cunha             | Jorge Rodrigues           | BR   | 7   | 8   | 4   | 23  | 3   | 5   | 13  | 9   | (63 - 1)   | 62  |
| 8                                       | Carlos Vieira             | Carlos Vieira             | PRO  | 4   | Ret | 1   | 16  | Ret | 13  | 4   | DNS |            | 55  |
| 9                                       | Bernardo Sousa            | Bernardo Sousa            | PRO  | 4   | Ret | 1   | 16  |     |     | 4   | DNS |            | 54  |
| 10                                      | Salvador Tineo            | Salvador Tineo            | PRO  | 6   | 7   | 8   | 6   | 25  | 10  | Ret | 8   |            | 44  |
| 11                                      | Luis González             | Luis González             | PRO  | 6   | 7   | 8   | 6   | 25  | 10  |     |     | (39 - 1)   | 38  |
| 12                                      | Miguel Lobo               | Miguel Lobo               | PRO  | 17  | 2   | 15  | 5   | Ret | Ret |     |     |            | 37  |
| 13                                      | José Carlos Pires         | José Carlos Pires         | PRO* | Ret | Ret | 14  | 17  | 20  | 4   | 3   | 30  |            | 35  |
| 14                                      | Hector Hernández          | Borja Hormigos            | BR   | 1   | 22  | 23  | 12  | 14  | Ret |     |     |            | 31  |
| 15                                      | Bruno Pires               | Bruno Pires               | PRO  | Ret | 16  | 11  | 9   | 12  | 8   | 8   | 6   |            | 31  |
| 16                                      | Ruben Vaquinhas           | Pedro Bastos R.           | AM   | Ret | DNS | 27  | 2   | 27  | 24  | 30  | 25  |            | 30  |
| 17                                      | Keith Gatehouse           | Igor Sorokin              | AM   | 2   | 19  | 21  | 20  | 17  | 15  |     |     | (27 - 1)   | 26  |
| 18                                      | Alba Cano                 | Andy Cantú                | PRO  | 20  | 9   | 19  | 19  | 5   | 12  | 10  | DNS |            | 21  |
| 19                                      | Vasco Oliveira            | Vasco Oliveira            | PRO  | 22  | 12  | 17  | 15  | 8   | 7   |     |     | (20 - 1)   | 19  |
| 20                                      | Nil Montserrat            | Alberto de Martín         | BR   | 11  | 10  | 7   | 11  | 10  | 26  | 11  | 12  | (19 - 1)   | 18  |
| 21                                      | Nuno Pires                | Nuno Pires                | PRO  | Ret | Ret | 14  | 17  | 20  | 4   |     |     |            | 17  |
| 22                                      | Stepan Suslov*            | Stepan Suslov*            | BR   | 15  | Ret | 20  | 10  | 6   | 29  | 24  | Ret |            | 17  |
| 23                                      | Guilhermo Lemos           | Guilhermo Lemos           | PRO  | 22  | 12  | 17  | 15  | 8   | 7   |     |     | (18 - 1)   | 17  |
| 24                                      | Duarte Pinto Coelho       | Duarte Pinto Coelho       | PRO  | Ret | 16  | 11  | 9   | 12  | 8   |     |     |            | 17  |
| 25                                      | Álvaro Gutiérrez          | Álvaro Gutiérrez          | PRO  | 12  | 20  | 13  | Ret | Ret | 6   | 14  | 17  |            | 15  |
| 26                                      | Bruno Pereira             | Bruno Pereira             | PRO  | 31  | 21  |     |     | 18  | 9   | 18  | 10  |            | 10  |
| 27                                      | Orlando Batina            | Sérgio Azevedo            | PRO  | 19  | 13  | 9   | 27  | 28* | 22* | 21  | 14  |            | 9   |
| 28                                      | Javier Macias             | Smörg                     | AM   | 25  | 23  | 33  | Ret | 16  | 28  | 34  | 28  |            | 7   |
| 29                                      | Francisco Carvalho        | Francisco Carvalho        | BR   | 24  | 11  | 10  | Ret |     |     | 38  | 15  |            | 6   |
| 30                                      | Paulo Macedo              | Luís Calheiros            | BR   | 32  | DNS | Ret | 14  | 13  | 25  | 19  | 13  |            | 6   |
| 31                                      | André Nabais              | Miguel Nabais             | AM   | 33  | 17  | Ret | Ret | 15  | 20  | 15  | 19  |            | 6   |
| 32                                      | Rafa Muncharaz            | Rafa Muncharaz            | AM   | 27  | 29  | 24  | 21  |     |     | 27  | 23  |            | 6   |
| 33                                      | Luis Pedro Liberal        | Luis Pedro Liberal        | BR   | 18  | 15  | 16  | 13  |     |     | WD  | WD  |            | 4   |
|                                         | Gonçalo Fernandes         | Gonçalo Fernandes         | PRO  |     |     |     |     |     |     | 2   | 2   |            | 41  |
|                                         | Mark Kastelic             | Mark Kastelic             | PRO  |     |     |     |     |     |     | 8   | 6   |            | 16  |
|                                         | Lourenço Monteiro         | Lourenço Monteiro         | PRO  |     |     |     |     | Ret | 6   | 14  | 17  |            | 12  |
|                                         | Gonçalo Araújo            | Gonçalo Araújo            | PRO  | 31  | 21  |     |     | 18  | 9   |     |     |            | 10  |
|                                         | Jérémie Lesoudier         | Giacomo Pedrini           | PRO  |     |     |     |     |     |     | Ret | 8   |            | 4   |
|                                         | Nuno Batista              | Nuno Batista              | BR   | 24  | 11  |     |     |     |     | 38  | 15  |            | 4   |
|                                         | Bailey Voisin             | Bailey Voisin             | PRO  |     |     |     |     |     |     | 18  | 10  |            | 3   |
|                                         | Sebastián Merchán         | Sebastián Merchán         | PRO  | 12  | 20  | 13  | Ret |     |     |     |     |            | 3   |
|                                         | Gabriela Correia          | Gabriela Correia          | BR   | 23  | Ret |     |     |     |     | 23  | 20  |            | 3   |
|                                         | Filipe Videira            | António Lopes             | AM   |     |     | 30  | Ret | 26  | 30  |     |     |            | 3   |
|                                         | Ricardo Costa             | Harrison Walker           | BR   |     |     |     |     | 11  | 11  |     |     |            | 2   |
|                                         | Harry Barton              | Nigel Greensall           | PRO  |     |     |     |     |     |     | 12  | 27  |            | 2   |
|                                         | José Pedro Fontes         | José Pedro Fontes         | PRO  |     |     |     |     | Ret | 13  |     |     |            | 1   |
|                                         | Manuel Bertolín           | Manuel Bertolín           | BR   |     |     |     |     | Ret | DNS |     |     |            |     |
| GTC                                     |                           |                           |      |     |     |     |     |     |     |     |     |            |     |
| 1                                       | Rui Miritta               | Rui Miritta               | CUP  | 21  | 14  | 22  | 18  | 21  | 16  | 26  | 24  | (196 - 20) | 176 |
| 2                                       | Andrius Zemaitis          | Andrius Zemaitis          | GTX  | 26  | 27  | 29  | 24  | 24  | 27  | 29  | 29  | (111 - 10) | 101 |
| 3                                       | Marcus Fothergill         | Dave Benett               | CUP  | 28  | 25  | 26  | 26  | 29  | 23  | 31  | 31  | (110 - 10) | 100 |
| 4                                       | Tomás Pinto Abreu         | Simon Moore               | GTX  | 29  | 24  | 28  | NC  | 23  | 19  | 33  | 32  |            | 97  |
| 5                                       | Steve Kirton              | Steve Kirton              | GTX  | 30  | 28  | 31  | DNS | 30  | 21  | 32  | 37  |            | 73  |
| 6                                       | Jonathan Elsworth         | Jonathan Elsworth         | GTX  | 30  | 28  | 31  | DNS | 30  | 21  |     |     |            | 55  |
|                                         | Mikkel Kristensen         | Mikkel Kristensen         | GTX  |     |     |     |     | 19  | 18  | 25  | 22  |            | 97  |
|                                         | Manuel Cañizares          | Manuel Cañizares          | GTX  |     |     |     |     | 22  | 31  | 25  | 22  |            | 77  |
|                                         | Henrique Cruz             | Henrique Cruz             | GTX  |     |     | 25  | 22  |     |     | 32  | 37  |            | 58  |
|                                         | Tiago Gonçalves           | Tiago Gonçalves           | CUP  |     |     | 22  | 18  |     |     |     |     |            | 54  |
|                                         | Pere Marques              | Pere Marques              | GTX  |     |     |     |     | 19  | 18  |     |     |            | 45  |
|                                         | Aubrey Hall               | Aubrey Hall               | GTX  |     |     | 25  | 22  |     |     |     |     |            | 40  |
|                                         | Álvaro Vela               | Sebastián Villadary       | GTX  | Ret | 26  | 32  | 25  |     |     |     |     |            | 37  |
|                                         | Pomeu Simões              | Duarte Camelo             | CUP  |     |     |     |     |     |     | 28  | 26  |            | 34  |
|                                         | José Antonio Gómez        | José Antonio Gómez        | GTX  |     |     |     |     | 22  | 31  |     |     |            | 25  |
|                                         | Frederico Formiga         | Frederico Castro          | CUP  |     |     |     |     |     |     | Ret | DNS |            |     |
| Turismos                                |                           |                           |      |     |     |     |     |     |     |     |     |            |     |
| 1                                       | Daniel Teixeira           | Daniel Teixeira           | TCR  | 16  | 18  | 18  | 1   |     |     | 16  | 16  |            | 162 |
| 2                                       | João Oliveira             | João Oliveira             | TC   | 34  | 30  | 35  | 28  |     |     | 36  | 35  |            | 105 |
| 3                                       | Henrique Moura Oliveira   | Henrique Moura Oliveira   | TC   | 36  | 32  | 35  | 28  |     |     | 37  | 36  |            | 97  |
| 4                                       | Rodrigo Ferreira          | Rodrigo Ferreira          | TC   | 34  | 30  | 34  | 29  |     |     | Ret | 34  |            | 91  |
| 5                                       | Henrique Ventura Oliveira | Henrique Ventura Oliveira | TC   | 35  | Ret | 34  | 29  |     |     | 37  | 36  |            | 80  |
| 6                                       | Rubén Silva               | Rubén Silva               | TC   | 36  | 32  | 36  | 30  |     |     | Ret | 34  |            | 79  |
|                                         | Rodrigo Santos            | Rodrigo Santos            | TC   | 35  | Ret | 36  | 30  |     |     | WD  | WD  |            | 45  |
|                                         | José Correia              | Beatriz Correia           | TCR  |     |     |     |     |     |     | 35  | 33  |            | 40  |
|                                         | Gabriel Caçoilo           | Gabriel Caçoilo           | TC   |     |     |     |     |     |     | 36  | 35  |            | 31  |
| Pilotos invitados no aptos para puntuar |                           |                           |      |     |     |     |     |     |     |     |     |            |     |
|                                         | Marmaduke Hall            | Aubrey Hall               |      | 10  | Ret |     |     |     |     |     |     |            |     |
|                                         | Jemma Moore               | Fábio Mota                |      | 13  | Ret |     |     |     |     |     |     |            |     |
| Pos                                     | Pilotos                   | Pilotos                   | Cat. | JER | JER | EST | EST | CRT | CRT | ALG | ALG | Retención  | Pts |

- Orlando Batina no puntuó en la tercera ronda (Valencia) por competir individualmente como piloto Silver, adicionalmente también se le sancionó con 30 segundos extra de hándicap en la parada obligatoria.
- José Carlos Pires puntuó como Bronze en la cuarta ronda (Algarve) al pilotar en solitario.
- Stepan Suslov corrió como piloto invitado en la cuarta ronda (Algarve)

### Resto de rondas
| Pilotos                 | Pilotos           | Cat. | JAR | JAR | Pts Rd |
| GT4                     | GT4               | GT4  | GT4 | GT4 | GT4    |
| ----------------------- | ----------------- | ---- | --- | --- | ------ |
| Guillermo Aso           | Filip Vava        | PRO  | 3   | 1   | 44     |
| Salvador Tineo          | Luis González     | PRO  | 2   | 2   | 40     |
| Alba Cano               | Andy Cantú        | PRO  | 1   | DNS | 25     |
| Hector Hernández        | Borja Hormigos    | BR   | 7   | 3   | 25     |
| Nil Montserrat          | Alberto de Martín | BR   | 6   | 4   | 24     |
| Orlando Batina          | Sérgio Azevedo    | PRO  | 5   | 8   | 20     |
| Keith Gatehouse         | Igor Sorokin      | AM   | 10  | 5   | 18     |
| José M. de los Milagros | Nerea Martí       | PRO  | 4   | DNS | 16     |
| Javier Macias           | Smörg             | AM   | 11  | 7   | 14     |
| Rafa Muncharaz          | Rafa Muncharaz    | AM   | Ret | 9   | 6      |
| GTC                     |                   |      |     |     |        |
| Henrique Cruz           | Jemma Moore       | GTX  | 9   | 6   | 54     |
| Rui Miritta             | Rui Miritta       | CUP  | 14  | 10  | 37     |
| Marcus Fothergill       | Dave Benett       | CUP  | 16  | 11  | 31     |
| Steve Kirton            | Jonathan Elsworth | GTX  | 12  | Ret | 20     |
| Tomás Pinto Abreu       | Simon Moore       | GTX  | 13  | Ret | 14     |
| Turismos                |                   |      |     |     |        |
| Pedro Herráiz           | Samuel Gómez      | TCR  | 8   | 12  | 54     |
| Filipe Matias           | Filipe Matias     | TC   | 15  | 13  | 40     |
| Pilotos                 | Pilotos           | Cat. | JAR | JAR | Pts Rd |

| Pilotos                 | Pilotos                   | Cat. | EST | EST | Pts Rd |
| GT4                     | GT4                       | GT4  | GT4 | GT4 | GT4    |
| ----------------------- | ------------------------- | ---- | --- | --- | ------ |
| Francisco Mora          | Gonçalo Fernandes         | PRO  | 1   | 2   | 45     |
| Manuel Gião             | Mathieu Martins           | PRO  | 4   | 3   | 31     |
| Francisco da Cruz       | Roberto Faria             | PRO  | 3   | 4   | 31     |
| César Machado           | Jan Durán                 | PRO  | 18  | 1   | 29     |
| José Carlos Pires       | José Carlos Pires         | PRO  | 2   | 22† | 21     |
| Mark Kastelic           | Giacomo Pedrini           | PRO  | 7   | 5   | 20     |
| Patrick Cunha           | Jorge Rodrigues           | BR   | 6   | 6   | 20     |
| Bruno Pereira           | Gonçalo Araújo            | PRO  | 8   | 7   | 14     |
| Vasco Oliveira          | Duarte Pinto Coelho       | PRO  | 5   | 21† | 13     |
| Orlando Batina          | Sérgio Azevedo            | PRO  | 11  | 8   | 8      |
| André Nabais            | Miguel Nabais             | AM   | 9   | 9   | 8      |
| Ruben Vaquinhas         | Pedro Bastos R.           | AM   | 13  | 11  | 3      |
| Filipe Videira          | António Lopes             | AM   | 20  | 17  | 2      |
| GTC                     |                           |      |     |     |        |
| Rui Miritta             | Tiago Gonçalves           | CUP  | 14  | 12  | 46     |
| Henrique Cruz           | Gracie Mitchell           | GTX  | 17  | 13  | 32     |
| Andrius Zemaitis        | Andrius Zemaitis          | GTX  | 16  | 14  | 31     |
| Tomás Pinto Abreu       | Simon Moore               | GTX  | 15  | 16  | 29     |
| Duarte Camelo           | Pompeu Simões             | GTX  | 12  | Ret | 27     |
| João Posser             | João Posser               | GTX  | 19  | 15  | 25     |
| Bruno Barbaro           | Jacques Derenne           | CUP  | DNS | WD  |        |
| Turismos                |                           |      |     |     |        |
| Daniel Teixeira         | Daniel Teixeira           | TCR  | 10  | 10  | 54     |
| João Oliveira           | Henrique Ventura Oliveira | TC   | 21  | 19  | 37     |
| Henrique Moura Oliveira | Rubén Silva               | TC   | 22  | 20  | 31     |
| Rodrigo Ferreira        | Gabriel Caçoilo           | TC   | Ret | 18  | 20     |
| José Correia            | Beatriz Correia           | TCR  | Ret | DNS |        |
| Pilotos                 | Pilotos                   | Cat. | EST | EST | Pts Rd |

## Campeonatos de equipos
| Equipo                   | Pos. IBS | Pos. SJR | Pos. CPV |
| ------------------------ | -------- | -------- | -------- |
| Speedy Motorsport        | 1        | 2        | 2        |
| Veloso Motorsport        | 2        | 4        | 1        |
| NM Racing Team           | 4        | 1        | 4        |
| Racar Motorsport         | 3        | 5        | 3        |
| BMW Promotion Motorsport | 5        | 3        | 5        |
| Team VRT                 | 6        | 6        | 7        |
| Lema Racing              | 7        | 10       | 6        |
| Autoworks Motorsport     | 10       | 7        | 10       |
| Araújo Competição        | 9        | 9        | 8        |
| Sports & You             | 8        | 13       | 9        |
| SMC Motorsport           | 11       | 8        | 12       |
| Monteiros Competições    | 14       | 11       | 11       |
| Mirage Racing            | 12       | 15       | 14       |
| RX Pro Racing            |          | 12       |          |
| Toyota GR Caetano PRT    | 13       | 14       | 13       |
| JC Group Racing Team     | 15       | 16       | 15       |
| GT Corse                 | 16       | 17       |          |